# Francisco Pérez Marcos
Francisco Pérez Marcos fou un polític valencià. El 1854 era alcalde de la Vila Joiosa i d'abril a juliol de 1867 fou president de la Diputació d'Alacant i governador civil de la província d'Alacant en absència de Juan Bautista de Bassecourt y Baciero.